# Holla Holla
Holla Holla è un brano musicale estratto come primo singolo dall'album Venni Vetti Vecci, pubblicato nel 1999. Il brano ha raggiunto la trentacinquesima posizione della classifica Billboard Hot 100. Il video musicale prodotto per il brano è stato diretto da Hype Williams ed Irv Gotti.

## Tracce
CD-Single Def Jam 314 586 959-2
1. Holla Holla (Street)
2. Holla Holla (Instrumental)
3. BJ Skit
4. It's Murda (Street)
5. It's Murda (Instrumental)
6. Kill'Em All (Street)

## Classifiche
| Classifica (2000)                               | Posizione più alta |
| ----------------------------------------------- | ------------------ |
| U.S. Billboard Hot 100                          | 35                 |
| U.S. Billboard Hot R&B/Hip-Hop Singles & Tracks | 11                 |
| U.S. Billboard Hot Rap Singles                  | 2                  |